# Bristowia afra
Bristowia afra är en spindelart som beskrevs av Szüts 2004. Bristowia afra ingår i släktet Bristowia och familjen hoppspindlar. Inga underarter finns listade.